# Parrocchie civili del Northamptonshire
Questa è una lista delle parrocchie civili del Northamptonshire, Inghilterra. La maggior parte delle parrocchie ha il proprio consiglio di parrocchia (parish council), ma alcune parrocchie più piccole possono avere solo un incontro parrocchiale (parish meeting) o riunirsi insieme per formare un consiglio combinato di parrocchia (combined parish council). Alcune parrocchie di dimensioni maggiori hanno lo status di town e hanno quindi un town council. Aree urbane più grandi, in particolare i capoluoghi di distretto, possono non essere coperti da parrocchie.

## Corby
- Cottingham
- East Carlton
- Gretton
- Middleton
- Rockingham (parish meeting)
- Stanion
- Weldon

## Daventry
- Althorp
- Arthingworth
- Ashby St Ledgers
- Badby
- Barby
- Boughton
- Braunston
- Brington
- Brixworth
- Brockhall
- Byfield
- Canons Ashby
- Catesby
- Charwelton
- Church Brampton with Chapel Brampton (combined parish council)
- Clay Coton
- Clipston
- Cold Ashby
- Cottesbrooke
- Creaton
- Crick
- Daventry (2003, town council)
- Dodford
- Draughton
- East Farndon
- East Haddon
- Elkington
- Everdon
- Farthingstone
- Fawsley
- Flore
- Great Oxendon
- Guilsborough
- Hannington
- Harlestone
- Haselbech
- Hellidon
- Holcot
- Holdenby
- Hollowell
- Kelmarsh
- Kilsby
- Lamport
- Lilbourne
- Long Buckby
- Maidwell
- Marston Trussell
- Moulton
- Naseby
- Newnham
- Norton
- Old
- Overstone
- Pitsford
- Preston Capes
- Ravensthorpe
- Scaldwell
- Sibbertoft
- Spratton
- Stanford
- Staverton
- Stowe IX Churches
- Sulby
- Thornby
- Walgrave
- Watford
- Weedon Bec
- Welford
- Welton
- West Haddon
- Whilton
- Winwick
- Woodford cum Membris
- Yelvertoft

## East Northamptonshire
- Aldwincle
- Apethorpe
- Ashton
- Barnwell
- Benefield
- Blatherwycke
- Brigstock
- Bulwick
- Chelveston cum Caldecott
- Clopton
- Collyweston
- Cotterstock
- Deene and Deenethorpe (combined parish council)
- Denford
- Duddington-with-Fineshade
- Easton on the Hill
- Fotheringhay
- Glapthorn
- Great Addington
- Hargrave
- Harringworth
- Hemington, Luddington and Thurning (combined parish council)
- Higham Ferrers (town council)
- Irthlingborough (town council)
- Islip
- King's Cliffe
- Laxton
- Lilford-cum-Wigsthorpe and Thorpe Achurch (combined parish council)
- Little Addington
- Lowick and Slipton
- Lutton
- Nassington
- Newton Bromswold
- Oundle (town council)
- Pilton, Stoke Doyle and Wadenhoe (combined parish council)
- Polebrook
- Raunds (town council)
- Ringstead
- Rushden (town council)
- Southwick
- Stanwick
- Sudborough
- Tansor
- Thrapston (town council)
- Titchmarsh
- Twywell
- Wakerley
- Warmington
- Woodford
- Woodnewton
- Yarwell

## Kettering
- Ashley
- Barton Seagrave
- Brampton Ash
- Braybrooke
- Broughton
- Burton Latimer (town council)
- Cranford
- Cransley
- Desborough (town council)
- Dingley
- Geddington, Newton e Little Oakley (combined parish council)
- Grafton Underwood
- Harrington
- Loddington
- Mawsley
- Orton
- Pytchley
- Rothwell (town council)
- Rushton
- Stoke Albany
- Sutton Bassett
- Thorpe Malsor
- Warkton
- Weekley
- Weston by Welland
- Wilbarston

## Northampton
- Billing
- Collingtree
- Duston
- Great Houghton
- Hardingstone
- Upton
- Wootton

## South Northamptonshire
- Abthorpe
- Adstone (parish meeting)
- Ashton
- Aston le Walls
- Aynho
- Blakesley
- Blisworth
- Boddington
- Brackley (town council)
- Bradden (parish meeting)
- Brafield-on-the-Green
- Bugbrooke
- Castle Ashby
- Chacombe
- Chipping Warden
- Cogenhoe e Whiston
- Cold Higham
- Cosgrove
- Courteenhall (parish meeting)
- Croughton
- Culworth
- Deanshanger
- Denton
- Easton Neston (parish meeting)
- Edgcote (parish meeting)
- Evenley
- Eydon
- Farthinghoe
- Gayton
- Grafton Regis (parish meeting)
- Grange Park
- Greatworth
- Greens Norton
- Hackleton
- Harpole
- Hartwell
- Helmdon
- Hinton-in-the-Hedges (parish meeting)
- Kings Sutton
- Kislingbury
- Litchborough
- Little Houghton
- Maidford
- Marston St Lawrence
- Middleton Cheney
- Milton Malsor
- Moreton Pinkney
- Nether Heyford
- Newbottle e Charlton
- Old Stratford
- Overthorpe (2000)
- Pattishall
- Paulerspury
- Potterspury
- Quinton
- Radstone
- Roade
- Rothersthorpe
- Shutlanger
- Silverstone
- Slapton (parish meeting)
- Stoke Bruerne
- Sulgrave
- Syresham
- Thenford (parish meeting)
- Thorpe Mandeville
- Tiffield
- Towcester (town council)
- Upper Heyford (parish meeting)
- Wappenham
- Warkworth (parish meeting)
- Weston and Weedon
- Whitfield (parish meeting)
- Whittlebury
- Wicken
- Woodend (parish meeting)
- Yardley Gobion
- Yardley Hastings

## Wellingborough
- Bozeat
- Earls Barton
- Easton Maudit
- Ecton
- Finedon
- Great Doddington
- Great Harrowden (parish meeting)
- Grendon
- Hardwick (parish meeting)
- Irchester
- Isham
- Little Harrowden
- Mears Ashby
- Orlingbury
- Strixton (parish meeting)
- Sywell
- Wilby
- Wollaston

## Fonti
- Office for National Statistics, su statistics.gov.uk. URL consultato il 2 gennaio 2009 (archiviato dall'url originale il 5 febbraio 2005).
- Consiglio del Borough di Corby Borough [collegamento interrotto], su corby.gov.uk.
- Consiglio del Borough dell'East Northamptonshire, su east-northamptonshire.gov.uk (archiviato dall'url originale il 29 settembre 2007).
- Consiglio del Borough di Kettering [collegamento interrotto], su secure.kettering.gov.uk.
- Consiglio del Borough del South Northamptonshire, su southnorthants.gov.uk. URL consultato il 2 gennaio 2009 (archiviato dall'url originale il 9 febbraio 2005).
- Consiglio del Borough di Wellingborough, su wellingborough.gov.uk. URL consultato il 3 maggio 2019 (archiviato dall'url originale il 12 febbraio 2005).